# Сахарски Атлас
Сахарски Атлас (на арабски: الأطلس الصحراوي) е планинска верига в южната част на Атласките планини, простираща се на около 840 km от югозапад на североизток в северната част на Алжир и в най-източната на Мароко. На югозапад планината започва в района на алжирския град Бешар, където се свързва с Висок Атлас, а на североизток завършва в района на град Бискра, където се свързва с планината Орес. На юг склоновете ѝ постепенно потъват в пясъците на пустинята Сахара, а на север стъпаловидно се понижават в т.нар. Високо плато или Орано-Алжирска Месета. Състои се от система от планински хребети и масиви със средна надморска височина 1200 – 1500 m, като отделни върхове в планината Амур надхвърлят 2000 m (връх Айса 2236 m). В релефа преобладават куестовите ридове и столовите върхове. Широко разпространение имат соленоносните формации, като се срещат множество гипсови и солени скали и куполи. От северните склонове на планината води началото си най-голямата алжирска река Шелиф. Склоновете ѝ са заети от полупустинни ландшафти, а по най-високите части има малки горички съставени от каменен дъб, алепски бор, туя и атласка хвойна.